# Svante Alin

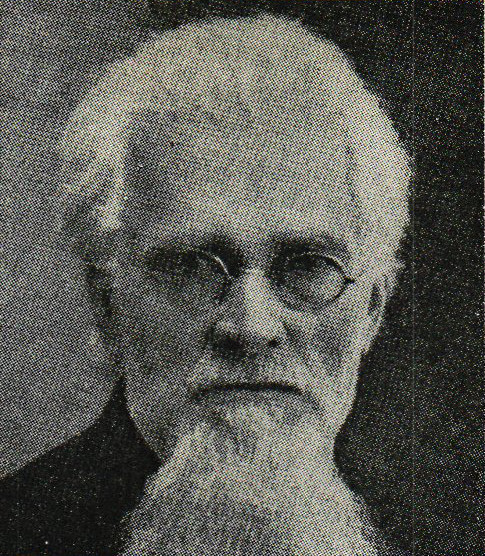
Svante Alin.

Svante Alin, född den 19 maj 1852 i Skarstads socken, död den 20 september 1930, var en svensk präst. 
Alin var teologie doktor, prost och kyrkoherde i Sventorps församling i Billings kontrakt i Skara stift. Han gav ut flera förslag till ny psalmbok och finns nu representerad i 1986 års psalmbok med originaltexten till ett verk (nummer 375). Han var far till Sven Alin.

## Psalmer
- Nya psalmer 1921
  - 508 Jag om en konung sjunga vill  bearbetat
  - 524 Johannes såg så klar en syn översatt
  - 549 Framfaren är natten (1986 nr 375) skriven 1906 med ny titelrad 1986: Upp, Sion, att prisa Finns på Wikisource.
  - 558 Till dig, o milde Jesu Krist författat
  - 564 O Jesus, du som själv har tagit (1937 nr 229) författat 1908 Finns på Wikisource.
  - 579 O Herre Gud barmhärtig var (1819 nr 181 i Franzéns version, 1937 nr 270) bearbetat 1903 Finns på Wikisource.
  - 600 Herre, du min tröst och fromma (1921 nr 600) bearbetat
  - 607 Lyft, min själ, ur jordegruset  författat Finns på Wikisource.
  - 608 Frukta Gud och låt dig nöja! (1921 nr 608) tolkad
  - 618 På Gud, som åt fågeln bereder författat Finns på Wikisource.
  - 670 Jerusalem, du högtbelägna stad (1937 nr 596) översatt Finns på Wikisource.

- O Jesu gör oss väl beredda, text 1930 av Svante Alin, tonsatt 1986 av Karl-Gustaf Gunneflo.
- Vi önska nu vår brudgum och brud (1937 nr 232) bearbetat 1908 Finns på Wikisource.